# Prijevor (Federacja Bośni i Hercegowiny)
Prijevor – wieś w Bośni i Hercegowinie, w Federacji Bośni i Hercegowiny, w kantonie tuzlańskim, w gminie Kladanj. W 2013 roku liczyła 137 mieszkańców, z czego większość stanowili Boszniacy.